# 트리오 마타모로스

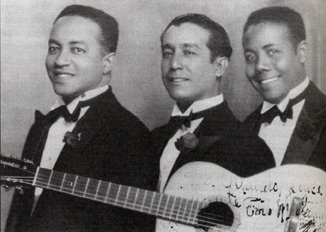
트리오 마타모로스
(1930년)

트리오 마타모로스(Trio Matamoros)는 쿠바의 음악 그룹이다. 1927년 축제일에 산티아고 데 쿠바의 빈민가 라 로마에서 미겔 마타모로스, 시로 로도리게스, 라파엘 퀘이트가 함께 노래를 부른 것이 시초이다. 그 후 40년 동안 같은 멤버를 유지하며 노래를 부를 정도로 장수하는 트리오이다. 리더인 마타모로스는 기타리스트이며, 일류 작곡가이기도 하다. 《검은 눈물》 등 그의 명작의 대부분이 이 트리오의 노래로 소개되었다. 라틴 트리오의 초창기적 존재로 소박하고 담백한 창법 속에 원숙한 뉘앙스가 깃들여 있다.